# Volvaria temperata
Volvaria temperata är en svampart som först beskrevs av Berk. & Broome, och fick sitt nu gällande namn av Pier Andrea Saccardo 1887. Volvaria temperata ingår i släktet Volvaria och familjen Pluteaceae.   Inga underarter finns listade i Catalogue of Life.